# Contea di Jize
La contea di Jize (鸡泽县S, Jīzé XiànP) è una contea della Cina, situata nella provincia di Hebei e amministrata dalla prefettura di Handan.